# Premier League Irlandii Północnej w piłce siatkowej mężczyzn
Premier League Irlandii Północnej w piłce siatkowej mężczyzn – cykliczne, krajowe rozgrywki sportowe, organizowane od 1975 r. przez Związek Piłki Siatkowej Irlandii Północnej (Northern Ireland Volleyball), mające na celu wyłonienie najlepszego siatkarskiego zespołu w Irlandii Północnej.
Do sezonu 2017/2018 rozgrywki odbywały się pod nazwą National League.

## Sponsorzy tytularni
- 2010-2011 – 7 Financial
- 2014-2016 – Erreà

## Medaliści

### Mistrzowie ligi
| Sezon     | 1. miejsce                                                   | 2. miejsce                                                   | 3. miejsce                                                   | Udział w Premier 32 League                                   |
| --------- | ------------------------------------------------------------ | ------------------------------------------------------------ | ------------------------------------------------------------ | ------------------------------------------------------------ |
| 1975/1976 |                                                              |                                                              |                                                              |                                                              |
| ...       |                                                              |                                                              |                                                              |                                                              |
| 1999/2000 |                                                              |                                                              |                                                              | Belfast City VC TQM Lisburn                                  |
| 2000/2001 | Aztecs Portadown                                             | Lizards                                                      | Aztecs Lurgan                                                | Belfast City VC TQM Lisburn                                  |
| 2001/2002 | Queen's University Belfast                                   |                                                              |                                                              | Aztecs VC Belfast Rucanor                                    |
| 2002/2003 | University of Ulster                                         | Queen's University Belfast                                   | Civil Service                                                |                                                              |
| 2003/2004 |                                                              | Queen's University Belfast                                   |                                                              | Belfast City VC                                              |
| 2004/2005 |                                                              | Queen's University Belfast                                   |                                                              |                                                              |
| 2005/2006 | Ards Lizards                                                 | Craigavon Aztecs                                             | Queen's University Belfast                                   | University of Ulster                                         |
| 2006/2007 | Queen's University Belfast                                   | North Down                                                   | Craigavon Aztecs                                             | University of Ulster                                         |
| 2007/2008 |                                                              |                                                              |                                                              | Queen's University Belfast UU Corona Extra                   |
| 2008/2009 | North Down                                                   |                                                              |                                                              | Ulster Elks Advantage Queen’s University Belfast             |
| 2009/2010 | Ballymoney Blaze                                             | North Down                                                   | Aztecs Old Boys                                              | Ulster Elks Queen's University Belfast                       |
| 2010/2011 | Lisburn Lynx                                                 | Richhill Raiders                                             | Ulster Jordanstown                                           |                                                              |
| 2011/2012 | Richhill Raiders                                             | Ballymoney Blaze                                             | Ulster Jordanstown                                           |                                                              |
| 2012/2013 | Richhill Raiders                                             | Ballymoney Blaze                                             | Ulster Jordanstown                                           |                                                              |
| 2013/2014 | Richhill Raiders                                             | PVC Eagles                                                   | Queen's University Belfast                                   |                                                              |
| 2014/2015 | Queen's University Belfast                                   | Ballymoney Blaze                                             | Richhill Raiders                                             |                                                              |
| 2015/2016 | Richhill Raiders                                             | Ballymoney Blaze                                             | Queen's University Belfast                                   |                                                              |
| 2016/2017 | PVC Eagles                                                   | Ballymoney Blaze                                             | Richhill Raiders                                             |                                                              |
| 2017/2018 | Raiders                                                      | Ballymoney Blaze                                             | PVC Eagles                                                   |                                                              |
| 2018/2019 | Aztecs Eagles                                                | Ballymoney Blaze                                             | Queen's University Belfast                                   |                                                              |
| 2019/2020 | Ze względu na pandemię COVID-19 rozgrywki zostały przerwane. | Ze względu na pandemię COVID-19 rozgrywki zostały przerwane. | Ze względu na pandemię COVID-19 rozgrywki zostały przerwane. | Ze względu na pandemię COVID-19 rozgrywki zostały przerwane. |
| 2020/2021 | Ze względu na pandemię COVID-19 rozgrywki nie odbyły się.    | Ze względu na pandemię COVID-19 rozgrywki nie odbyły się.    | Ze względu na pandemię COVID-19 rozgrywki nie odbyły się.    | Ze względu na pandemię COVID-19 rozgrywki nie odbyły się.    |
| 2021/2022 | Aztecs Eagles                                                | Ballymoney Blaze                                             | Queen's University Belfast                                   |                                                              |
| 2022/2023 | Aztecs Eagles                                                | Ballymoney Blaze                                             | Aztecs Warriors                                              |                                                              |
| 2023/2024 | Ballymoney Blaze                                             | QUB Aces                                                     | Aztecs Eagles                                                |                                                              |
| 2024/2025 | Belfast Wolves                                               | Ballymoney Blaze                                             | Aztecs Eagles                                                |                                                              |

### Mistrzowie fazy play-off
| Sezon     | Zwycięzca      | Finalista        | Półfinaliści              |
| --------- | -------------- | ---------------- | ------------------------- |
| 2022/2023 | Aztecs Eagles  | Ballymoney Blaze |                           |
| 2023/2024 | QUB Aces       | Ballymoney Blaze | Aztecs Eagles QUB Knights |
| 2024/2025 | Belfast Wolves | Aztecs Eagles    | Ballymoney Blaze QUB Aces |